# Laas, Sydtyrolen
Laas är en ort och kommun i provinsen Sydtyrolen i regionen Trentino-Sydtyrolen i Italien. Kommunen hade 4 045 invånare (2018).